# 小野寺景綱
小野寺 景綱（おのでら かげつな）は、戦国時代の武将。
下野（川崎）小野寺氏13代目。現在の栃木県足利市川崎町に存在した小野寺城（川崎城）の城主。中務大輔・遠江守を称していた。

## 生涯
佐野昌綱と主従関係にあり、寺岡村（現在の足利市寺岡町）を知行していた。また、長尾景長の同心衆でもあり、永禄４年１２月１８日、長尾景長から下野国足利郡大窪（現：足利市大久保町）を所望し賜った。当時から佐野と長尾（足利）の中立的な立場であることにあらぬ噂が立っていたのか、「世間の噂は全くの誤りで、小野寺は佐野にも足利にも縁のある一族。佐野と長尾の合戦には加担せず平穏無事を願っている」と小野寺文書に書き残されている。
天正18年(1590年)、豊臣秀吉によって後北条氏が滅ぼされると、改易され川崎村在住の浪人となった。家臣達は帰農した。
慶長9年(1604年)、川崎村は徳川氏領となり、徳川家康によって川崎村に新たな領主が配属されたが、旧臣達は水害などを理由に毎年年貢を遅延して納めていた。川崎村の代官はこの様子を見て、先代領主の小野寺氏を再興させるための企てに違いないと領主に報告し、領主は徳川家康に川崎村で一揆の兆候があると讒言。徳川家康は小笠原右近（小笠原貞慶か）に景綱を討ち取るよう命じた。
景綱はこの噂を聞きつけると、榊原式部大輔康政・土井大炊頭利勝に申し開きを行ったが、聞き入れてもらえなかった。そこで景綱は、同じ下野小野寺氏で従弟にあたる貞滝坊（小野寺慶範）を訪ね、私達の運命はこれまでだろう。６歳の娘であるお藤と、小野寺一族に伝わる文書や宝物一式を託したいと願い出た。貞滝坊（小野寺慶範）はこれを引き受け、お藤を養子にした。そして、梁田の領主小川甲斐守の二男とお藤を婚姻させ、婿養子として小川甲斐守の二男を小野寺家に迎え入れ家督を継がせた。
その後、江戸から小笠原右近が家来を大勢連れて川崎村を訪ねてきた。景綱の旧臣達100名近くは集って戦の準備を始めたが、公務に対して弓を引くなどあってはならぬこととしてこれを諫めた。（この決断により、後述する家臣達の多くの命が救われ、今日に至る）。景綱は河内大和之助・丸山土佐之助を遣いとして送り、「幕府の治世の初めに領地全てを召し上げられたが、これは私の不注意であり、恨みに思ったことは御座いません。土井・榊原両家に勘当を解いて欲しく願い出ましたが、願い出は届かず、今度は罪無くして死罪を申し付けられ、是非に及ばずです。父子共に速やかに自害を願い出たい。」と伝えたところ、小笠原右近は神妙な顔付きで「小野寺家は代々の名家である。もしかしたら上様の思い違いもあるかもしれないので、ただちに自害する必要はせずともよい。」として、逃亡出来ないよう１００人近くの騎兵と景綱父子３名を舟に載せ、江戸へと向かった。そして小笠原右近は飛脚を送ったが、事態が変わることはなかった。家康からの返答は「即刻、切腹させよ」との返答があり、古河の下大志田で舟を着け切腹となった。

## 家臣（川崎城付）[4]

### 城代
- 河内大和之助

（河内家は小野寺道綱の代から仕え道綱と共に討死した旧来の家臣で、代々執権職を担う)
- 江田弾正

### 奥家老
- 丸山土佐之助
- 和泉玄番

### 侍大将七騎用人
- 小林刑部
- 河嶋源八
- 中井頼母
- 西城源七
- 尾崎源蔵
- 小堀壱岐
- 新藤帯刀

### 弓頭
- 斉王沢隼人
- 小貫丹後
- 仁木安芸
- 中山藤八

### 物見番頭
- 主計
- 外記
- 主税

### 歩頭
- 河内弥市
- 小野善七
- 岩崎治郎七

### 足軽頭
- 仁木弥八
- 津久井惣右衛門
- 清水権七

### 勘定方
- 清水藤兵衛
- 関口宇右衛門
- 横山兵庫

### 小中物見番
- 多田兵部
- 秋山源三郎

### 小六郎殿後見人
- 河内弥八
- 藤木大七

### 小八郎殿後見人
- 蓮沼藤三郎

### 旗侍
- 蘇原又助
- 富田宇右門
- 横山兵庫

### 船奉行
- 神田新六
- 船田源蔵

### 目付
- 中山
- 和泉大八

### 山奉行
- 斎藤山之助
- 藤野藤八
- 小池権蔵
- 蘓原団六

### 代官
- 和泉
- 大行与右衛門
- 中山長兵衛
- 嶋田市郎右衛門

### 近習侍
- 渡辺助之進
- 仁木伊織
- 新藤源九郎
- 山本新八
- 岡部八弥
- 赤坂助弥
- 倉林新弥
- 細田長助
- 小林源三郎
- 小貫七弥
- 江原五郎八
- 小堀吉内
- 岡善助
- 磯新蔵
- 富田
- 長井長八郎
- 長井友之助
- 柴山長太郎
- 河内雲八
- 河内雲平
- 藤木一角
- 出井新平
- 出井新八
- 石原権之助
- 亀田太郎八

### 亀奉行
- 大福寺

### 仲間頭
- 隠田五郎右衛門
- 藤木長助

### 旗持
- 蘓原五助

### 花畑守
- 鷲見太郎兵衛

### 歩足軽
都合八十二人

## 句
小野寺家に伝わる文書の中に、小野寺景綱直筆の短冊が残されている。
「諸とともに　あるかなきかの　身を詫びて　ただ古へを　しのぶばかりぞ」

## 子孫について[4]

### お鶴
お鶴は家臣の丸山源右衛門に嫁いだ。源右衛門は丸山土佐之助と河内大和之助の娘の間に出来た子供である。河内大和之助の娘は景綱の側室に仕え、景綱の娘お鶴の懐守していた経緯があり、縁談となった。しかし、丸山源右衛門は病気がちであったため、群馬県新田郡尾島町のとある宿で療養していた。ある日、旧臣達はお鶴を尋ねたが、源右衛門は既に亡くなっていた。その為、お鶴に川崎村に帰ってこないかと尋ねたが、お鶴は小田原北条家の浪人、下田弥蔵という人物と恋仲にあり、すでにお腹には子供を授かっているため、故郷へは帰らないという。旧臣達はそのようであれば、猶更帰ってきて小野寺を再興して欲しいと願い出、川崎城の跡地に屋敷を構えお鶴を迎え入れた。生まれた子供は小野寺左兵衛といい、成人後、八郎正綱と名を改めたが（景綱の息子と同名）、後継ぎには恵まれないまま寛文7年(1668年)9月2日に亡くなった。お鶴は生前、自身の出生の事は何も知らされていなかったが、何か困ったことがあれば足利川崎の貞瀧坊を尋ねよと乳母に常々聞かされていたと語っていたという。

### お松
葛生の曽志氏という一族の元に身を寄せていたが、川崎に住む酒屋の孫左兵衛という者が酒売りを行った際に恋仲となり、貞瀧坊と孫左兵衛両人で川崎で匿った。

### 小六郎（重綱）
側室は羽生氏の娘。寛文年間(1661-1673)、貞瀧坊（乗重）の元に、一人の僧が訪ねてきた。その者は新田大光院に仕える僧だった。その者が言うには、父からは自分は本当の父親ではなく、本当の父親の名は小野寺小六郎といい、産まれる前に死別しており、母親も物心つく前に亡くなっていると聞かされたという。舘林の普済寺に拾われて、12歳になる頃榊原氏に仕官させられた。その為、自身の父母も、産まれのことも何も知らないが、育ての父親（普済寺の和尚）からは常々、汝の祖父は下野小野寺城主・小野寺景綱で、３万石の領主なり。徳川につくのが遅れたため領地を召し上げられ、自害に追い込まれたと聞かされた。そして、普済寺で育て上げ祖父と父の供養をさせようと思っていたが、名家の生まれであることを惜しく思い、榊原氏に仕官させた。榊原氏は徳川の忠臣で、祖父景綱も頼ったと聞く。大変縁があるため、熱心に仕官し、家を起せ。そして汝に縁ある川崎の貞瀧坊を尋ねよと、仕官の際に聞いた記憶があるという。そして慶長19年(1614年)大阪の陣にて手柄を立て、18歳の時に300石を賜った経歴があるとのことだった。貞瀧坊（乗重）はこれを聞いて、「私では分からないからご隠居（乗弘）と話をせよ」と言い、貞瀧坊（乗弘）はこの話を聞くと、紛れもなく小六郎殿の実子だといい、互いに涙した。その日、彼の出生は古河に住む河崎仁右衛門の息子、孫兵衛に伝えられ、翌日には早々に喜々として孫兵衛が訪ねてきた。仁右衛門はすでに老体で、息子たちを仕官させるために古河の長尾新五郎に頼み込み、一族榊原氏に仕え子孫繁昌しているとのことだった。その後も、元禄年間までは連絡を取り合っていたという。